# Rani Rosius
Rani Rosius (* 25. April 2000 in Genk) ist eine belgische Leichtathletin, die sich auf den Sprint spezialisiert hat.

## Sportliche Laufbahn
Erste internationale Erfahrungen sammelte Rani Rosius im Jahr 2019, als sie bei den U20-Europameisterschaften in Borås mit der belgischen 4-mal-100-Meter-Staffel im Vorlauf disqualifiziert wurde. Im Jahr darauf siegte sie in 11,43 s beim Memorial Van Damme in Brüssel und 2021 schied sie bei den Halleneuropameisterschaften in Toruń mit 7,29 s im Halbfinale über 60 Meter aus. Anfang Juli gewann sie bei den U23-Europameisterschaften in Tallinn in 11,43 s die Silbermedaille über 100 Meter hinter der Deutschen Lilly Kaden und wurde mit der belgischen Staffel im Vorlauf disqualifiziert. Im Jahr darauf kam sie bei den Hallenweltmeisterschaften in Belgrad mit 7,33 s nicht über die erste Runde über 60 Meter hinaus. Im August schied sie bei den Europameisterschaften in München mit 11,53 s im Halbfinale über 100 Meter aus und belegte mit der belgischen 4-mal-100-Meter-Staffel in 43,98 s den sechsten Platz. 2023 gelangte sie bei den Halleneuropameisterschaften in Istanbul mit 7,15 s auf Rang vier über 60 Meter. Im Juni wurde sie bei der 1. Liga der Team-Europameisterschaft im Zuge der Europaspiele in Chorzów in 11,20 s Zweite und sicherte sich damit ligenübergreifend die Silbermedaille hinter der Polin Ewa Swoboda. Im August schied sie dann bei den Weltmeisterschaften in Budapest mit 11,20 s im Halbfinale aus. Im Jahr darauf erreichte sie bei den Hallenweltmeisterschaften in Glasgow das Finale über 60 Meter und belegte dort in 7,14 s den sechsten Platz. Bei den World Athletics Relays in Nassau wurde sie in 43,17 s Vierte in der 2. Qualifikationsrunde über 4-mal 100 Meter für die Olympischen Spiele in Paris und verpasste somit eine Direktqualifikation. Anschließend schied sie bei den Europameisterschaften in Rom mit 11,25 s im Halbfinale über 100 Meter aus und gelangte mit der Staffel mit 43,48 s auf Rang sechs. Im August schied sie bei den Olympischen Sommerspielen in Paris mit 11,29 s im Halbfinale über 100 Meter aus und wurde mit der Staffel im Vorlauf disqualifiziert. 
2025 erreichte sie bei den Halleneuropameisterschaften in Apeldoorn das Finale über 60 Meter und belegte dort mit 7,10 s den fünften Platz. Im Halbfinale verbesserte sie zudem den belgischen Rekord auf 7,08 s und löste damit Kim Gevaert als Rekordhalterin ab. Kurz darauf belegte sie bei den Hallenweltmeisterschaften in Nanjing in 7,14 s den siebten Platz.
In den Jahren von 2020 bis 2022 wurde Rosius belgische Meisterin im 100-Meter-Lauf sowie von 2021 bis 2025 Hallenmeisterin im 60-Meter-Lauf.

## Persönliche Bestzeiten
- 100 Meter: 11,10 s (+0,8 m/s), 2. August 2024 in Paris
  - 60 Meter (Halle): 7,08 s, 9. März 2025 in Apeldoorn (belgischer Rekord)
- 200 Meter: 23,11 s (+1,0 m/s), 30. Juni 2024 in Brüssel